# Marcus Peters
Marcus Peters (* 9. Januar 1993 in Oakland, Kalifornien) ist ein ehemaliger US-amerikanischer American-Football-Spieler auf der Position des Cornerbacks. Er spielte College-Football für die University of Washington, wurde von den Kansas City Chiefs in der ersten Runde des NFL Drafts 2015 ausgewählt und stand zuletzt bei den Las Vegas Raiders in der National Football League (NFL) unter Vertrag.

## Anfangsjahre
Peters besuchte die McClymonds High School in Oakland, Kalifornien, wo er Football spielte. Er spielte als Cornerback für Trainer Curtis McCauley. Als Senior erreichte er sieben Interceptions und erzielte sechs Touchdowns nach Kick- oder Punt-Returns. Er spielte auch als Wide Receiver und Kicker. Er wurde zum MVP der Oakland Athletic League, als er seine Schule zu einer Saisonbilanz von 12–0 führte, die erste „perfekte Saison“ der Schule. Im Januar 2011 entschied er sich, Football für die University of Washington zu spielen.

## College
Als Freshman im Jahr 2012 startete Peters in acht der 13 Spiele. Er schaffte 44 Tackles, drei Interceptions und einen Touchdown. Als College-Student im Jahr 2013 startete er in 12 von 13 Spielen und hatte fünf Interceptions, 55 Tackles und einen Sack. Als Junior wurde Peters im Jahr 2014 nach einem „Seitenlinien-Wutanfall“ ein Spiel suspendiert. Er wurde später aus disziplinarischen Gründen aus dem Team entlassen.

## NFL

### Kansas City Chiefs

#### 2015
Peters wurde von den Kansas City Chiefs beim NFL Draft am 30. April 2015 an 18. Stelle ausgewählt. Am 13. September 2015 kam er beim Saisoneröffnungsspiel gegen die Houston Texans zu seinem ersten Profieinsatz, in dem er seine erste Interception in der NFL gegen Brian Hoyer fing. Im zweiten Spiel fing er einen Pass von Peyton Manning ab und trug ihn zu einem 55-Yard-Touchdown in die Endzone. Peters fing seine dritte Interception des Jahres beim Spiel gegen die Minnesota Vikings um Quarterback Teddy Bridgewater in Woche 6. In Woche 10 fing Peters seine vierte Interception des Jahres beim zweiten Spiel gegen Peyton Manning. Er fing später vor seiner Familie in seiner Heimatstadt einen Pass von Oakland Raiders Quarterback Derek Carr ab. Gegen die Baltimore Ravens hatte er zwei Interceptions, darunter eine, die er zum Touchdown trug. Am 22. Dezember 2015 wurde bekannt gegeben, dass Peters Teil des Pro Bowls 2016 ist. Peters war einer von drei Rookies, die in den Pro Bowl gewählt wurden, zusammen mit St. Louis Rams Runningback Todd Gurley und Seattle Seahawks Wide Receiver und Kick- und Punt-Returner Tyler Lockett. Während seiner Rookie-Saison im Jahr 2015 startete Peters in allen 16 Spielen und fing acht Interceptions, von denen er zwei für einen Touchdown in die Endzone brachte. Ein erzwungener Fumble, 26 verteidigte Pässe und 60 Tackles waren seine Werte nach der regulären Saison. Er erhielt dafür die Auszeichnung zum NFL Defensive Rookie of the Year.

#### 2016
2016 wurde Peters für seine guten Leistungen während der Saison zum zweiten Mal in ebenso vielen Jahren in den Pro Bowl gewählt.

#### 2017
In der 13. Woche der Saison 2017 warf Peters aus Ärger über eine Schiedsrichterentscheidung eine Penalty Flag in die Zuschauerränge und wurde daraufhin von den Kansas City Chiefs für ein Spiel suspendiert. Im ersten Spiel nach seiner Suspendierung fing er zwei Interceptions, sorgte für einen erzwungenen Fumble und hatte drei Tackles. Daraufhin erhielt er die Ehrung als AFC Defensive Player of the Week.

### Los Angeles Rams
Im Februar 2018 wurde Peters im Tausch gegen einen Pick der vierten Runde des NFL Drafts 2018 und einen der zweiten Runde des Drafts 2019 von den Chiefs zu den Los Angeles Rams transferiert.

### Baltimore Ravens
Am 15. Oktober 2019, nach sechs Spieltagen, wechselte Peters im Tausch gegen den Linebacker Kenny Young und einen Pick im NFL Draft 2020 zu den Baltimore Ravens. Am 11. Oktober 2020 im Spiel gegen die Cincinnati Bengals gelang Peters sein erster Sack in der NFL. Am 9. September 2021 zog Peters sich im Training einen Kreuzbandriss zu und verpasste daher die Saison 2021.

### Las Vegas Raiders
Am 24. Juli 2023 nahmen die Las Vegas Raiders Peters unter Vertrag. Im Spiel gegen die Detroit Lions gelang ihm am achten Spieltag ein Pick Six über 75 Yards. Aufgrund ansonsten unzureichender Leistungen wurde er aber am 12. Spieltag während der Partie gegen Kansas City Chiefs auf die Bank gesetzt und einen Tag später am 27. November 2023 entlassen.

## Privates
Peters ist ein Freund von Marshawn Lynch, der für Peters eine Art Mentor ist.